# 大葉かやろう
大葉 かやろう（おおば かやろう、1981年9月2日 - ）は、日本のお笑いタレント、俳優。大阪府出身。ビクターミュージックアーツ・Wonderwave所属。

## 略歴
ワタナベコメディースクールを7期生として卒業後、佐々木耕平とザ・レストランを結成。
解散後はフリーランスのピン芸人として「大葉カヤロウ」に改名。役者活動を経て、SMA NEET Project所属となる。2015年秋、元ピンクインパクトのうえの譲治、元ロッキングチェアのユーヤ、元八納隆弘・はちらが結成したお笑いアイドル系ユニット「S5」に新メンバーとして合流。ユニットでの活動名義は当初ウルフ大葉としていたが、2016年に入り、ピン、ユニット問わず大葉カヤロウ名義となっている。
11月19日、SMA NEET Project退社。およびユニット名をカタカナ表記の「エスファイブ」へと改名することを発表。
2017年5月、元唱和シェアリングの八橋てまりと男女コンビ「かやろうとてまり」を暫定結成。9月17日を最後にエスファイブを卒業。
自身の芸名を大葉カヤロウから大葉かやろうと改め、コンビ名も「かやろうとてまりん」と改める。2019年5月、コンビ名を「金星と木星（ヴィーナスとジュピター）」に改め、Wonderwave（ビクターミュージックアーツのタレント部門）に所属。同年11月23日にコンビ名を「おかわり」に改名することを発表。理由はてまりが「ヴィーナスとジュピター」というコンビ名を最後まで覚えられなかったからとのことである。その後2021年12月に解散を発表。

## 人物
S5、おかわりなどコンビでは主にツッコミを担当。ピン芸人時代は妄想キャラクターショーを得意とし、即興コントライブやうみのいえとの合同主催ライブを開催。舞台活動歴があることから高い演技力に定評がある。
趣味は競馬鑑賞、100円自販機巡り。

## 出演

### 主催ライブ
- 「ここんとこ　とことんコントライブ」（2012年10月22日、スタジオ中野シェイプレス）- うみのいえと合同主催ライブ
- 「ここんとこ・とことんライブ～トークとネタ」（2012年11月20日、スタジオ中野シェイプレス）- うみのいえと合同主催ライブ[7]
- ウェイウェイ＆大葉カヤロウ主催・即興コントライブ「休み時間」 （不定期開催）
- カヤロウ・たぁーのウマーくなりたくて…七夕トークライブ（2017年7月7日、駒込・La Grotte）
- 「大葉かやろう単独ライブ〜手作り感」（2018年6月3日、早稲田クローバースタジオ）
- 「かやろうとてまりんトークライブ」（2018年6月9日、早稲田クローバースタジオ）
- ビビットライブ（2018年9月4日、早稲田クローバースタジオ）[8]

### テレビ
- ナカイの窓（2018年3月28日、日本テレビ）八つ橋てまりの相方として[9]

### ウェブラジオ
- エンタメジャック in shibuya（2020年12月24日 - 、渋谷クロスFM） - アシスタントMC、おかわり2人のいずれかが出演

### 舞台
- 『SUPERマリオ』（2007年4月4日- 8日、不思議地底窟・青の奇蹟）
- 『熱血学園』（2009年3月26日- 29日、atelier DingDong）
- 『茶沢通りに咲いた花』（2010年01月21日- 24日、シアターグリーン BIG TREE THEATER）- 吉本ノリヒロ名義
- 『3年B組地獄学級』（2011年8月13日- 18日、Geki地下Liberty）
- 『エレファントフット』（2011年10月14日- 10月16日）
- 『約8つの御話』（2012年2月23日- 26日）
- 『レッドアパート〜Y字路の赤い女』（2012年04月11日- 15日、ザムザ阿佐ヶ谷）
- 『雨の日のともだち〜死神さんはロンリナイ！〜」』（2018年8月31日 - 9月2日、中目黒キンケロ・シアター）
- 『畜生チェルシーアンドロイド経血サムライソード』（2019年4月24日 - 28日、阿佐ヶ谷シアターシャイン） - 蝉時雨役

### ウェブ番組
- 『コントのシキシ』（2015年 - 、映像制作団体neenu） - 不定期出演
- 『快児のサイコバカヤロウ』（2015年06月27日- 2016年03月26日、ニコニコ生放送）

### 映画
- あ・く・あ 〜ふたりだけの部屋〜（2021年5月、Power Arts Production） - バカップル・かやろう役

### イベント
- 『シアタープロレス花鳥風月』（2016年、東京タワースタジオ）- リングアナ
- 『コントのシキシLIVE2016』（2016年10月16日、ラスタ原宿　映像制作団体neenu）[10]